# Palazzo Ravenna
Palazzo Ravenna è un palazzo di Rovigo.
Si affaccia su piazza Giuseppe Garibaldi tra il palazzo della borsa commerciale e il teatro Sociale.
Fu la residenza dei Bonanome dal XVI secolo fino al 1848 ed era famoso soprattutto per le pitture che decoravano il salone dopo il restauro del 1793; la facciata invece era anonima, fatta eccezione per l'arco d'ingresso che presentava una cornice in stile lombardesco.
In seguito all'estinzione della famiglia Bonanome, dal 1848 al 1858 fu utilizzato come alloggio del comando militare e fu restaurato nel 1853 a spese del comune.
Nel 1858 fu acquistato dalla famiglia Ravenna, che ne trasformò l'aspetto su progetto di Pietro Mola.
Il palazzo fu rialzato di un piano e, per la prima volta a Rovigo, la ghisa venne usata come elemento decorativo, sia all'esterno che all'interno. I Ravenna sono una nota famiglia mercantile ebraica, presente sia a Rovigo che a Ferrara; aveva come arma un albero di verde nutrito da una campagna di verde, in campo argento.
I lavori di rifacimento del palazzo terminarono nel 1859.
All'inizio del XX secolo divenne di proprietà della Cassa di Risparmio di Rovigo.
Dal 1951, in seguito alla disastrosa alluvione, il palazzo è diventato sede del Consorzio di bonifica Adige Po.
Sulla facciata del palazzo è stato posto, nel 1957, un busto bronzeo raffigurante Giovanni Battista Casalini.